# European Football League 1999
In der Saison 1999 der European Football League wurde im Gegensatz zu den beiden vorangegangenen Jahren wieder eine Qualifikationsrunde vor dem Viertelfinale ausgespielt. Insgesamt nahmen 17 Teams aus zwölf verschiedenen Nationalverbänden teil. Mit vier Teams stellte Deutschland die meisten Vertreter. Neben den Rüsselsheim Razorbacks und den Cologne Crocodiles, die in unterschiedlichen Qualifikationsgruppen antraten, waren die Braunschweig Lions und Titelverteidiger Hamburg Blue Devils bereits fürs Viertelfinale qualifiziert. Für Österreich gingen die Graz Giants an den Start. Die Schweiz wurde durch die St. Gallen Vipers vertreten.

## Qualifikationsrunde

### Gruppe 1
| Heim         | Ergebnis | Gast             |
| ------------ | -------- | ---------------- |
| Moscow Bears | 3:0      | Donezk Scythians |

### Gruppe 2
| Heim                    | Ergebnis | Gast                    |
| ----------------------- | -------- | ----------------------- |
| Stockholm Mean Machines | 8:16     | Helsinki Roosters       |
| Helsinki Roosters       | 16:14    | Aarhus Tigers           |
| Aarhus Tigers           | 34:13    | Stockholm Mean Machines |

|    | Verein                  | Sp | Punkte | TD    | Diff. |
| -- | ----------------------- | -- | ------ | ----- | ----- |
| 1. | Helsinki Roosters       | 2  | 4:0    | 32:22 | +10   |
| 2. | Aarhus Tigers           | 2  | 2:2    | 48:29 | +19   |
| 3. | Stockholm Mean Machines | 2  | 0:4    | 21:50 | −29   |

### Gruppe 3
| Heim            | Ergebnis | Gast                   |
| --------------- | -------- | ---------------------- |
| Prague Panthers | 26:21    | Rüsselsheim Razorbacks |

### Gruppe 4
| Heim               | Ergebnis | Gast               |
| ------------------ | -------- | ------------------ |
| La Courneuve Flash | 28:7     | St. Gallen Vipers  |
| St. Gallen Vipers  | 16:14    | La Courneuve Flash |

### Gruppe 5
| Heim               | Ergebnis | Gast               |
| ------------------ | -------- | ------------------ |
| Bergamo Lions      | 41:7     | Cologne Crocodiles |
| Cologne Crocodiles | 41:7     | Graz Giants        |
| Graz Giants        | 48:60    | Bergamo Lions      |

|    | Verein             | Sp | Punkte | TD     | Diff. |
| -- | ------------------ | -- | ------ | ------ | ----- |
| 1. | Bergamo Lions      | 2  | 4:0    | 101:55 | +46   |
| 2. | Cologne Crocodiles | 2  | 2:2    | 48:48  | ±0    |
| 3. | Graz Giants        | 2  | 0:4    | 55:101 | −46   |

### Gruppe 6
| Heim                       | Ergebnis | Gast                       |
| -------------------------- | -------- | -------------------------- |
| Badalona Drags             | 29:27    | Legnano Frogs              |
| Aix-en-Provence Argonautes | 30:13    | Badalona Drags             |
| Legnano Frogs              | 24:14    | Aix-en-Provence Argonautes |

|    | Verein                     | Sp | Punkte | TD    | Diff. |
| -- | -------------------------- | -- | ------ | ----- | ----- |
| 1. | Legnano Frogs              | 2  | 2:2    | 51:43 | +8    |
| 2. | Aix-en-Provence Argonautes | 2  | 2:2    | 44:37 | +7    |
| 3. | Badalona Drag              | 2  | 2:2    | 42:57 | −15   |

## Playoffs
| Viertelfinale    | Viertelfinale      | Viertelfinale       |             |                     | Halbfinale | Halbfinale | Halbfinale |  |  | Eurobowl XIII | Eurobowl XIII | Eurobowl XIII |
|                  |                    |                     |             |                     |            |            |            |  |  |               |               |               |
| Russland         | Moscow Bears       | 18                  |             |                     |            |            |            |  |  |               |               |               |
| Finnland         | Helsinki Roosters  | 39                  |             |                     |            |            |            |  |  |               |               |               |
| Finnland         | Helsinki Roosters  | 39                  | Finnland    | Helsinki Roosters   | 14         |            |            |  |  |               |               |               |
|                  |                    |                     | Finnland    | Helsinki Roosters   | 14         |            |            |  |  |               |               |               |
|                  | Deutschland        | Braunschweig Lions  | 21          |                     |            |            |            |  |  |               |               |               |
| Deutschland      | Deutschland        | Braunschweig Lions  | 21          | Braunschweig Lions  | 74         |            |            |  |  |               |               |               |
| Deutschland      |                    |                     |             | Braunschweig Lions  | 74         |            |            |  |  |               |               |               |
| Tschechoslowakei | Prague Panthers    | 0                   |             |                     |            |            |            |  |  |               |               |               |
| Tschechoslowakei | Prague Panthers    | 0                   | Deutschland | Braunschweig Lions  | 27         |            |            |  |  |               |               |               |
|                  |                    |                     |             | Braunschweig Lions  | 27         |            |            |  |  |               |               |               |
|                  | Deutschland        | Hamburg Blue Devils | 23          |                     |            |            |            |  |  |               |               |               |
| Deutschland      | Deutschland        | Hamburg Blue Devils | 23          | Hamburg Blue Devils | 35         |            |            |  |  |               |               |               |
| Deutschland      |                    |                     |             | Hamburg Blue Devils | 35         |            |            |  |  |               |               |               |
| Frankreich       | La Courneuve Flash | 0                   |             |                     |            |            |            |  |  |               |               |               |
| Frankreich       | La Courneuve Flash | 0                   | Deutschland | Hamburg Blue Devils | 41         |            |            |  |  |               |               |               |
|                  |                    |                     | Deutschland | Hamburg Blue Devils | 41         |            |            |  |  |               |               |               |
|                  | Italien            | Legnano Frogs       | 21          |                     |            |            |            |  |  |               |               |               |
| Italien          | Italien            | Legnano Frogs       | 21          | Bergamo Lions       | 14         |            |            |  |  |               |               |               |
| Italien          |                    |                     |             | Bergamo Lions       | 14         |            |            |  |  |               |               |               |
| Italien          | Legnano Frogs      | 28                  |             |                     |            |            |            |  |  |               |               |               |